# پل گرین (بازیکن فوتبال، زاده ۱۹۸۷)
پل گرین (انگلیسی: Paul Green؛ زادهٔ ۱۵ آوریل ۱۹۸۷) بازیکن فوتبال اهل بریتانیا است.
از باشگاه‌هایی که در آن بازی کرده‌است می‌توان به باشگاه فوتبال استون ویلا، باشگاه فوتبال لینکولن سیتی، باشگاه فوتبال تاموورث، باشگاه فوتبال فارست گرین راورز، و باشگاه فوتبال هرفورد یونایتد اشاره کرد.